# Karel Drahotín Villani
Karel Drahotín Villani (23. ledna 1818 Sušice – 24. března 1883 Střížkov, obec Struhařov), křtěný Karel Boromejský Ignác baron Villani de Castelo Pilonico, byl český šlechtic, liberální politik, vlastenec a básník.

## Biografie

### Rodina, studium a aktivity do roku 1848
Narodil se 23. ledna 1818 v Sušici jako syn barona Ignáce Villaniho. Jeho předkové pocházeli z italské Perugie v Umbrii, z hradu Castelo d'Arno Pilonico v obci Pianello. Do Čech přišli během třicetileté války. Matka Josefa byla z bohaté česky mluvící měšťanské rodiny, dcera Antonína Smržky. Křestními kmotry byl Karlův dědeček Karel baron Villani, pán na Kundraticích (1762–1839) a jeho žena Johanna, rozená hraběnka Dohalská z Dohalic (1762–1847). Karel se vzdělával nejdříve doma a v obecné škole v Neznašově u Týna nad Vltavou, později u piaristů v Českých Budějovicích. Piaristická škola, kde se vyučovalo německy a používání češtiny se trestalo, pro něj byla velmi nepříjemná. Ve dvanácti letech přešel na Tereziánskou vojenskou akademii ve Vídeňském Novém Městě. Tam na něj působil vynikající pedagog, učitel češtiny Tomáš Burian. Seznámil se také s jihoslovanskými studenty (jedním z nich byl chorvatský básník Petar Preradović) a pod jejich vlivem přijal umělecké jméno Drahotín..
Po absolvování vojenské akademie sloužil v Praze a Čáslavi. V armádě měl problémy, často zanedbával své povinnosti a byl trestán. Roku 1846 z vojenské služby odešel, aby nemusel bojovat proti polským povstalcům na Krakovsku. Krátce předtím se oženil s Matyldou Herzovou (1813–1882), třetí dcerou cukrovarníka Heinricha Eduarda Herze, židovského podnikatele z Lipska, a jeho manželky Elisabeth, původem šlechtičny z rodu von Lämel. Sňatek byl výhodný pro oba: Matylda získala se jménem šlechtický titul výměnou za velké věno. Za získané peníze manželé koupili statek Střížkov u Benešova, který se tak stal jejich rodinným sídlem. Pro Villaniho tento sňatek znamenal další odklon od tradičních hodnot šlechty k životnímu stylu měšťanstva.
Po roce 1846 žil střídavě v Praze a ve Střížkově a zapojil se do českého obrozeneckého hnutí. Stal se členem Měšťanské besedy v Praze, kde se spřátelil s básníky a vlastenci – svými vrstevníky K. B. Štorchem, lékařem a politikem Josefem Čejkou, J. B. Pichlem, F. J. Rubešem, V. B. Nebeským a Karlem Sabinou. Měl zde také příležitost seznámit se s Františkem Palackým, s jehož rodinou byl prostřednictvím své tchyně spřízněn, nebo s Josefem Jungmannem . Sblížil se také s vlasteneckou společností na Benešovsku. Jeho „jazykové“ vlastenectví (podpora češtiny proti němčině), typické pro měšťanstvo, se lišilo od šlechtického „zemského“ (láska k rodné zemi a regionu). Kromě Villaniho podporovali v té době české národní snahy šlechtici sdružení kolem Vlastenského muzea, jako Jan Norbert z Neuberka, ale také Vojtěch Deym, Jindřich hraběChotek z Chotkova, Hanuš Kolowrat-Krakovský či Hugo František starohrabě ze Salm-Reifferscheidu.

### Aktivity během revoluce roku 1848
Villani byl aktivním účastníkem revolučního hnutí v roce 1848 v Praze. 11. března se konala schůze ve Svatováclavských lázních, při níž byl zvolen do 24členného petičního výboru. Stal se velitelem českého ozbrojeného sboru – Svatováclavského bratrstva, později přejmenovaného na Svornost. Využil přitom svých vojenských zkušeností. Snažil se vést tuto organizaci v liberálním duchu a vylučoval z ní radikální jedince, kteří chtěli vyvolat ozbrojené povstání. V tomto smyslu mělo pomoci i přejmenování na Svornost, čímž chtěl získat pražské Němce na svou stranu a rozptýlit jejich obavy. Jeho snahy o klidný průběh revoluce ale narazily na odpor radikálních studentů, vedených Josefem Václavem Fričem. Ti získali ve Svornosti převahu a 12. června vyvolali svatodušní bouře. Villani odešel na Malou Stranu, kde byl 14. června zatčen a uvězněn v Jiřském klášteře na Pražském hradě jako jeden z domnělých vůdců revoluce. Byl několikrát vyslýchán a jeho sídlo prohlíženo Windischgrätzovými vojáky; žádné důkazy protistátní činnosti se ale nenašly. Krátce po 14. září 1848 byl propuštěn na amnestii. Přestěhoval se z Prahy do Střížkova, kde žil pod policejním dohledem.

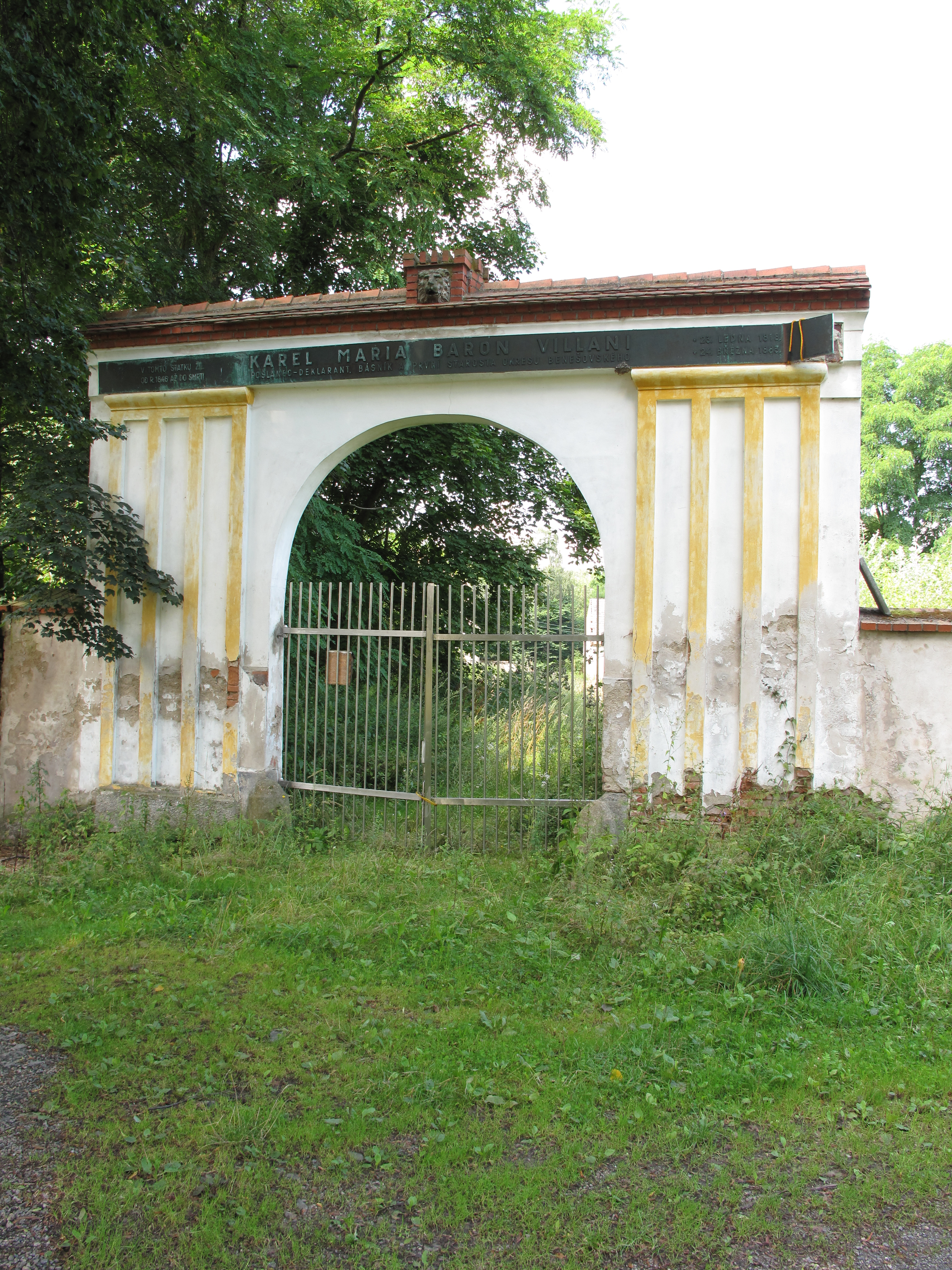
Brána střížkovského statku

Ve Střížkově se znovu zapojil do regionálního politického a společenského života, i když zpočátku omezeně z důvodu politické perzekuce. Mnoho času také věnoval správě statku, který bylo nutné postavit na nové ekonomické základy po zrušení roboty. Roku 1850 byl na čtyři roky zvolen starostou obce Jezero.

### Veřejné a politické aktivity po roce 1861
28. dubna 1861 po pádu Bachova absolutismu byl nad Villanim ukončen policejní dohled, což mu otevřelo další možnosti zapojení do regionální politiky. V letech 1865 – 1869 byl benešovským okresním starostou. V této funkci se snažil o zvýšení životní úrovně místních obyvatel. Zvolen byl i podruhé po skončení funkčního období, ale vídeňská vláda jeho volbu nepotvrdila; od té doby působil jen jako člen okresní rady. Roku 1867 se stal poslancem Českého zemského sněmu za Benešov, Neveklov a Vlašim. Prosazoval obnovení českého státního práva, účastnil se české výpravy na národopisnou výstavu v Moskvě (takzvaná Pouť na Rus), podílel se na oslavách přivezení základního kamene Národního divadla z Blaníku. V srpnu 1868 patřil mezi 81 signatářů státoprávní deklarace českých poslanců, v níž česká politická reprezentace odmítla centralistické směřování státu a hájila české státní právo.
Zemský sněm ho roku 1871 zvolil poslancem Říšské rady (celostátní zákonodárný sbor, tehdy ještě nevolen přímo, ale tvořen delegáty jednotlivých zemských sněmů), kde reprezentoval kurii venkovských obcí. V souladu s tehdejší českou opoziční politikou pasivní rezistence ale mandát nepřevzal a do sněmovny se nedostavil. Jeho mandát tak byl 23. února 1872 prohlášen pro absenci za zaniklý. Totéž se opakovalo po prvních přímých volbách do Říšské rady roku 1873, kdy získal mandát poslance za městskou kurii, obvod Tábor, Pacov, Humpolec atd. Z politických důvodů se nedostavil do sněmovny, čímž byl jeho mandát prohlášen za zaniklý. Od roku 1874 navíc jeho politickou a veřejnou činnost dočasně výrazně omezila duševní choroba.
Villaniho manželka Matylda organizovala v Praze i ve Střížkově společenský salón, pravidelná přátelská setkání významných osobností v reprezentativní místnosti domu. Koncept pocházel z Francie 17. století. V českých poměrech existoval „šlechtický salon“, s důrazem na kulturní a zábavní program, okázalost přijetí, pohoštění a eleganci interiérů, a „měšťanský“, rozvrstvený na přátelské kroužky různých profesních či zájmových skupin, v pohoštění chudší a spíše soustředěný na výměnu názorů, zkušeností a nezbytné denní novinky. Villaniho salon měl blíže k měšťanskému, ale navštěvovali jej i příslušníci šlechty. Hovořilo se tam podle národnosti účastníků česky, německy nebo francouzsky.. Matyldino příbuzenstvo se aktivně účastnilo: otec vstoupil do Společnosti Vlastenského muzea, matka Elisa proslula ve Vídni i v Praze charitativní činností pro děti.
Villani ve své politické a společenské aktivitě podporoval české národnostní snahy, ale vždy za předpokladu zachování celistvosti rakouské říše. Po vzoru Františka Palackého podporoval federalizaci Rakouska; argumentoval, že národní státy jako Francie a Anglie jsou silné v případě centralizace, zatímco mnohonárodní státy jako Rakousko získají podporu svých obyvatel, jen pokud každému národu dají prostor k rozvoji. Přátelil se s Františkem Jaroslavem Čechem, otcem Svatopluka Čecha, rovněž politicky postiženým po revoluci z roku 1848.
Zemřel roku 1883 a byl pohřben na Olšanských hřbitovech.

## Umělecká tvorba
Villaniho básnická tvorba nevyniká nad dobové národně obrozenecké snahy, a právem není obecně ceněna. Villani měl snahu, ale nikoliv básnický talent a jeho vyjadřovací i výrazové prostředky byly omezené. Současníky byl oslavován a podporován především kvůli své politické a společenské angažovanosti, o níž mnozí doufali, že přivede další české šlechtice do řad vlastenců. Literárně tvořit začal už na vojenské akademii. Přispíval do České včely a Květů a napsal autobiografickou črtu Ze života svého. Jeho spolužák, chorvatský básník Petar Preradović, uveřejnil několik jeho básní v časopise Danica.
Pozdější Villaniho básně mají epigonský charakter. Obsahem je zpravidla oslava vlasti, slovanské vzájemnosti, morálních hodnot, statečnosti Čechů a krásy českých žen. Pro jednoduchost a zpěvnost byly některé verše zhudebněny. Villaniho tvorba měla rysy českého romantismu z Tylova kulturního okruhu – na rozdíl od původního západoevropského individualistického postoje (se kterým se ztotožňoval například Mácha) kladl důraz na společenskou aktivitu a výchovné působení. Romantismus v tomto pojetí vycházel z kvietismu a biedermeieru, založených na podpoře klidného rodinného života buržoazie a na lásce k vlasti.

### Dílo
- Lyra a meč (1844) – básně ovlivněné Jánem Kollárem, s výrazným didaktickým tónem. Sbírka se skládá z oddílů Slovankám (s cykly Lásky bol a Písně milosti) a Slovanům (Lípy květ, Vojenské zpěvy). Opěvuje poctivost Čechů, půvab Češek a bohatství české země. Ve Vojenských zpěvech nepřímo vyzývá císaře k podpoře Čechů, za kterou se mu národ odvděčí statečností českých vojáků. Nejznámější básní z této sbírky se stal Vystěhovanec,[11] napsaný před plánovaným přesunem na Balkán, kde se Villani chtěl zapojit do boje proti Turkům na straně Srbů. Báseň zhudebnil Alois Jelen pod názvem Zasviť mi ty slunko zlaté a rychle se rozšířila. Karel Havlíček Borovský v dopise Karlu Zapovi básně odsoudil jako sentimentální a jízlivě si přál, aby Meč a lyru veleslavného barona Villaniho rez a myši sežraly."[12]

- Spisy (1846) – další básnická sbírka. Obsahuje báseň Smír, inspirovanou Máchovým Májem. Se životním postojem Máchy nesouhlasil, ale byl jedním z prvních, kdo uznal jeho umělecké kvality.
- Štědrý den – veselohra z 50. let, kritizující poměry Bachova absolutismu
- Vorwort zur nationalen Versöhnung und staatsrechtlichen Verständigung (1879) – německy psaná brožura, v níž vyjadřuje názor na národnostní usmíření a státoprávní vyrovnání v rámci rakouské monarchie.

## Význam a odkaz
Villani jako básník byl brzy po své smrti zapomenut, hlavně pro nízkou uměleckou úroveň a značný sentiment svých prací. Občas se oceňovalo jeho vlastenectví, a to i za 1. republiky (vzdálený příbuzný, historik Alexander Berndorf) a po 2. světové válce (Maryša Radoňová Šárecká). Na Benešovsku na něj dlouho vzpomínali jako na významného okresního starostu. Jeho pozůstalost čítá 6 kartonů rukopisů, výstřižků z časopisů, osobních dokladů a korespondence a je uložena v Památníku národního písemnictví.